# 魔王はハンバーガーがお好き
『魔王はハンバーガーがお好き』 （まおうはハンバーガーがおすき） は、鏑木にのは（WEB掲載版は28号名義）による小説作品。

## 概要
インターネット上の『小説家になろう』にて2011年4月27日より連載開始され、同年10月29日に完結。以降も本編以降を舞台とした番外編『サイドオーダー』が不定期連載されている。
元々は作者が文章力と執筆意欲の向上を目的に執筆を始めた作品で、『6倍数のお題』にて提示されていた「60の創作の御題2（本編）」と「6つのセリフの御題4（アナザーエピソード）」を合計した66の短編で構成されている。
2012年12月15日にイースト・プレスのレガロシリーズとして書籍版が単巻で発売。WEB掲載された本編に加筆・修正がされ、幾つかのエピソードが簡略化された反面、細かい設定を整理・回収する形で修正がされている。挿絵はくまの柚子が担当した。

## 物語
異世界メルトキオで勇者に倒された筈の魔王は、気が付くとアメリカ合衆国の荒野、旧国道ルート66の道沿いに建つハンバーガーダイナー「ROUTE66」の前に立っていた。ダイナーを経営する少女にハンバーガーを食べさせられるも、お金を持っていなかった為に店で働かされることとなり、その中でハンバーガー造りの体験を切っ掛けに“師匠”と呼ぶようになった少女、そして周囲の人々との関わりが、戦うためだけに生み出された魔王に変化を与えてゆく。

## 登場人物
魔王
かつて異世界メルトキオに君臨していた魔王。勇者に敗れて死を実感した直後、アメリカの「ROUTE66」前に転移し、そのまま師匠に拾われることになる。子供っぽくて純粋な性格で、天然かつズレた思考の持ち主。
美しい青年の容姿をしているが、少し抜けた表情をしているらしい。本来の姿には角や翼、尻尾があるが普段は隠している。変身や移動など様々な魔法が使え、目から「邪眼ビーム」と称する技を放つ事もできる。元々食事習慣はなく生物の血液からエネルギー源となる魔力を摂取していたが、地球に来てからは師匠が作ったハンバーガーと付け合せのピクルスをこよなく愛するようになる。
師匠
ハンバーガーダイナー「ROUTE66」を一人で営む少女。しっかり者の性格。常識を知らない魔王に手を焼きつつも彼の保護者的な立場となり、少しずつ魔王に心を許し始める。魔王にハンバーガーの作り方を教えたことを切っ掛けに「師匠」と呼ばれるようになった。
幼少期のハロウィンの思い出から所謂モンスター等を好み、ホラー映画のDVDを多数所持している。華奢だが腕力は強い。亡くなった父親の残した店を開き続ける反面、精神的に脆い一面もある。
魔剣アンティベラム
異世界の頃から魔王と共にある愛剣。意思を持ち、剣のみならずバイクなど様々な形状に化身することが可能。堅苦しいほど真面目な性格で、魔王とは異なり常識があり苦労人。基本的に魔王に従順だが、ゴキブリを斬るのだけは嫌がっていた。
『サイドオーダー』では人間の姿にも化身できるようになる。聖剣に好意を持つ一方、己のアイデンティティーとの間で苦悩していた。
チャーリー
師匠と同じ高校のクラスメイト。彼女に恋心を寄せていたがフラれてしまい、以降は魔王と彼女の関係を後押しするようになる。恋愛に疎い魔王にアダルトDVD観賞を勧めた事も。
アルファ
師匠の自宅の向かいに住む少年。ちびっ子ギャング団のリーダー。偶然魔王が魔法を使っている現場を目撃した事から魔王をギャング団の仲間に入れる。ゲーム好き。
ケリー
師匠の隣に住む未亡人の中年女性。不器用ながら他人を思いやれる心の持ち主。師匠と魔王を自分の子供の様に可愛がっている。勇者に一目惚れされ、付きまとわれて迷惑そうにしていたが、後に多少仲が進展する。
スティーブ
「ROUTE66」の常連であるトラック乗りで、自称43歳独身。師匠を「歌姫」と呼ぶ。特技は盗撮。『サイドオーダー』で「スティーブン＝マスク」の名前でホラー作家として活動している事が判明し、師匠は彼の小説の大ファンだった。
勇者
かつて異世界メルトキオで魔王を討った勇者にして第56代救世主。魔王と戦った時は若かったが、異世界と地球との時間差で魔王と再会した時には既に老人になっていた。魔石の力によって異世界へ渡る事が可能で、かつて魔王を倒した武器も地球で調達した物。異世界の「勇者を管理する組織」が引退した勇者を徴兵しようと目論んだために、それを拒んで再び地球へと逃げ延びた。
当初は魔王を殺そうとしたり、脱いではいけない決まりがある伝説の鎧のためにお風呂に入らなかったりなど頑固で偏屈なところもあったが、魔王と師匠と共に過ごし、ケリーに惹かれる中で考え方を改めてゆく。
聖剣勇者が用いる剣。その聖なる魔力は側に存在するだけで魔王の命を脅かしたが、師匠に叩き折られて力の大半を失った（直後にガムテープで修復）。
魔剣アンティベラム同様に意思を持ち、実は女性。可憐な少女の姿に変身することも可能。争いや血を見るのが苦手。『サイドオーダー』では魔剣に好意を寄せ、師匠に応援とアドバイスを貰っている。
チビ魔王
魔王の後に用意されていた次代の魔王。魔王によく似た幼い少年の姿をしている。魔力は決して弱くはないが魔王ほどではない。魔王にハンバーガーで手懐けられ、彼と共に地球へと渡る。
『サイドオーダー』では小学校に通い始め、アルファと仲良くなる。喋ることができないらしく、スケッチブックを使った筆談でコミュニケーションを取っている。
ベンジャミン
『サイドオーダー』から登場。愛称はベン。隣町の不良少年グループのリーダーで怖い顔をした黒人青年。魔王の「お仕置き」を受けた事で更生を果たし、「ROUTE66」の常連になる。魔王を「ブラザー」と呼ぶ。
ジェイソン
ホラー映画『13日の金曜日』に登場する殺人鬼。魔王は師匠に映画のDVDを見せられてからジェイソンを特に怖がるようになってしまい、ハロウィンの仮装を見た時にも怯えるほど。
『サイドオーダー』では13日の金曜日に実物が出現したが、アルファとチビ魔王に退治されるなど散々な目に遭っている。

## 用語
メルトキオ
魔王と勇者の出身世界。世界に恐怖を振りまく魔王と、それを討つ為に募る数千万の勇者、そして彼らの活動を支援する事で成り立つ数々の職種という形で世界の経済が成り立っており、その実態は魔王も勇者も『秘密結社』と呼ばれる勢力によって世界ごと都合よく操られていたのが真相だった。
地球とは時間差があり、およそメルトキオの10時間が地球の10分に相当する。

## 書籍情報
『魔王はハンバーガーがお好き』
著：鏑木にのは、挿絵：くまの柚子。イースト・プレス（レガロシリーズ）、2012年12月15日発売、ISBN 978-4781608969

## 関連作品
いずれも鏑木にのは（28号）著。
サイドオーダー
本編終了後の登場人物達の物語を描いた番外編。
サイドオーダーに甘い夜を
本編の外伝的な内容。『6倍数の御題様』より『6つの感情に関する一文字の御題』を用いて執筆され、R-18指定の作品となっている。全3話。
魔王は殺人鬼がお嫌い
本編Episode31の裏話として執筆された裏小話。『魔王はハンバーガーがお好き』と共に「66号線の魔王様」のレーベルで纏められている。